# Магн из Ананьи
Магн (II век) — священномученик, епископ из Ананьи. День памяти — 19 августа.
Святой Магн (итал. San Magno di Anagni), также известный как Магн из Трани (Magnus of Trani), или Магн из Фабратерии Ветус почитается как покровитель Ананьи. Согласно преданию, св. Магн родился в Трани или в Фабратерии Ветус во II веке в семье человека по имени Аполлоний. В раннем возрасте он стал пастухом, чтобы поддержать семью. У него было маленькое стадо овец, он раздавал бедным свои скудные доходы. Он и его отец были крещены Редемптом (Redemptus), епископом Трани of Trani. После кончины епископа Редемпта св. Магн народом и клиром был наречен епископом Трани. Как епископ св. Магн распространял Христову веру в Фонди, Аквино И Ананьи. В Ананьи он крестил женщину по имени Секундина, которая впоследствии пострадала как христианская мученица.
Магнус бежал в Рим, дабы избежать гонения на христиан, которые осуществлялись человеком по имени Тарквиний (Tarquinius). После этого Магн отправился домой, прячась по дороге. Воины обнаружили его в пещере неподалёку от Фонди, однако он был обезглавлен около Фабратерии Ветус, что в Лации.

## Почитание
В IX веке мощи святого были перенесены из Фонди в Вероли человеком по имени Платон (Plato). Согласно преданию, мусульманский начальник по имени Муса обратил усыпальницу св. Магна в стойло. Когда лошади, помещённые в стойло, стали умирать, Муса испугался и продал мощи святого жителям Ананьи. Эти мощи были перенесены в собор в Ананьи в присутствии епископа Захарии (Zacharias, Zaccaria). Св. Магн впоследствии был провозглашён покровителем Ананьи. Его также почитают в Колле-Сан-Маньо, в Фрозиноне.
Святого Магна из Ананьи не следует путать со св. Магном из Кунео, воином Фивейского легиона, поминаемого в тот же день В Римском мартирологе упоминается лишь св. Магн из Ананьи. Он также упоминается в Martyrologium Hieronymianum, в котором Фрабатериа Ветус упоминается как место мученичества. Св. Магн особо почитаем в области Лаций. Его имя появляется в Sacramentarium Gelasianum (VII век) и в Sacramentarium VIII века.